# Пирамидални пут
Пирамидални или кортикоспинални пут (лат. Tractus corticospinalis) је најважнији моторни пут, којим се остварује вољна контрола функције скелетних мишића.

## Порекло
Нервне ћелије чији аксони граде пирамидални пут налазе се у моторним областима коре великог мозга. Око 30% влакана потиче из примарне моторне коре, 30% из премоторног и суплементарног (допунског) моторног региона мождане коре док 40% влакана потиче из соматског сензорног региона. Најдебља влакна пирамидалног пута су аксони великих Бецових, пирамидалних ћелија, које се налазе само у примарном моторном кортексу. Бецови неурони имају око 60 μm у пречнику, а аксони су дебели око 16μm. Ова влакна проводе импулсе брзином од око 70 m/s. Пошто постоје две хемисфере мозга, постоје и два пирамидална пута. Сваки појединачно има више од 1.000.000 нервних влакана, од којих су око 34.000 Бетсових (око 3%).

## Пут
Нервна влакна пирамидалног пута напуштају кору великог мозга и пролазе кроз задњи крак унутрашње капсуле (лат. Capsula interna) између репатог једра (лат. Nucleus caudatus) и путамена, и наниже у мождано стабло, градећи пирамиде продужене мождине. У каудалном (доњем) делу продужене мождине се највећи број влакана пирамидног пута, око 80% укршта (прелази на супротну страну). Ово место зове се пирамидална раскрсница лат. decussatio pyramidalis и представља границу између кичмене и продужене мождине. Влакна се даље протежу бочним (латералним) делом кичмене мождине као латерални пирамидни пут. Овај пут се завршава углавном на интернеуронима (уметнути неурони) средишњег (интермедијалног) дела сиве масе кичмене мождине. Нека влакна се завршавају директно на моторним неуронима у предњим роговима, а нека на сензорним неуронима задњих рогова кичмене мождине.
Мањи део влакана, око 20% се не укршта у продуженој мождини, већ наставља да се пружа са исте стране (ипсилатерално) у виду предњег (вентралног) кортикоспиналног пута. Међутим и та влакна се касније укрштају у кичменој мождини, највећим делом у вратном делу.

## Функција
Главна функција је остваривање вољне контроле моторике, као и остваривање неких финих покрета. Мишићи руке, главе, језика (мишиће говора) добијају највећи број свих моторних влакана, што указује на битност ових мишића и финоћу покрета који изводе.

## Поремећаји
Оштећење пирамидалног пута или моторне коре великог мозга нпр, услед шлога, механичке повреде... доводи до парализе супротне стране тела (због укрштања влакана). И у другим болестима нпр. амиотрофна латеросклероза... може доћи до оштећења првог моторног неурона (пирамидалног пута).